# Aumont-Aubrac
Aumont-Aubrac este o comună în departamentul Lozère din sudul Franței. În 2009 avea o populație de 1.123 de locuitori.

## Evoluția populației
| An        | 1975  | 1982  | 1990  | 1999  | 2006  | 2009  |
| --------- | ----- | ----- | ----- | ----- | ----- | ----- |
| Populație | 1.034 | 1.049 | 1.050 | 1.031 | 1.092 | 1.123 |